# قبحت
في الدين المصري القديم، كانت قبحت (ويمكن نطقه أيضا كـ قب حوت) إلهة، وهي تأليه لسائل التحنيط. اسمها يعني الماء المبرد.

## الوظيفة الدينية
قبحت هي ابنة أنوبيس وزوجته إنبوت. في نصوص الأهرام، تُشير قبحت إلى أنها أفعى تقوم "بتبريد وتطهير" الملوك.
كان يُعتقد أن قبحت تقدم الماء لأرواح الموتى أثناء انتظارهم لانتهاء عملية التحنيط. من المحتمل أنها كانت مرتبطة بالتحنيط حيث كانت تقوي الجسم ضد التحلل، ليظل طازجًا لإعادة إحياء الـكا الخاصة بالمتوفى.